# Mancomunidad de Badajoz, Almendral y Valverde de Leganés
La Mancomunidad de Badajoz, Almendral y Valverde de Leganés es una mancomunidad de municipios que componen estas tres localidades. La sede se encuentra ubicada en la localidad de Valverde de Leganés.

## Historia y servicios
La constitución de la mancomunidad fue aprobada por decreto de la Junta de Extremadura el 31 de enero de 1984, previo acuerdo de los tres ayuntamientos, con el objetivo de centralizar el servicio de recogida domiciliaria de basuras y su destrucción en los tres municipios. 
Fecha de inscripción el 6 de octubre de 1986 (con el número 5060020). Proporciona servicio a un total de 155.372 habitantes.
Gestionada desde Badajoz, con sede en Valverde de Leganés.

## Municipios
- Badajoz
- Almendral
- Valverde de Leganés